# Gennagyij Nyikolajevics Sztrahov
Gennagyij Nyikolajevics Sztrahov, oroszul: Геннадий Николаевич Страхов (Moszkva, 1944. november 1. – Moszkva, 2020. december 30.) olimpiai ezüstérmes, világ- és Európa-bajnok szovjet-orosz birkózó.

## Pályafutása
1964-ben kezdett birkózással foglalkozni. A VSZ Moszkva versenyzője volt szabadfogás 90 kg-ban. 1969-ben lett a szovjet birkózó válogatott tagja, mikor első szovjet bajnoki címét megszerezte. 1969-ben Európa-, 1970-ben világbajnok lett. 1972 májusában Katowicében ismét Európa-bajnok lett. Az 1972-es müncheni olimpián az amerikai Ben Peterson mögött ezüstérmet szerzett. Sztrahov az elődöntőben a későbbi bronzérmes Bajkó Károlyt győzte le.

## Sikerei, díjai
- Olimpiai játékok – szabadfogás, 90 kg
  - ezüstérmes: 1972, München
- Világbajnokság – szabadfogás, 90 kg
  - aranyérmes: 1970
- Európa-bajnokság – szabadfogás, 90 kg
  - aranyérmes: 1969, 1972
- Szovjet bajnokság – szabadfogás, 90 kg
  - bajnok (2): 1969, 1970
  - 2.: 1971
  - 3.: 1972